# Milán-San Remo 1975
La Milán-San Remo 1975 fue la 66.ª edición de la Milán-San Remo. La carrera se disputó el 19 de marzo de 1975, siendo el vencedor final el belga Eddy Merckx. Con esta victoria, Merckx conseguía la sexta victoria de su palmarés en esta carrera de las siete que conseguiría.
Jean-Luc Vandenbroucke, tercer clasificado, fue descalificado por haber dado positivo en un control antidopaje. 

## Clasificación final
| Posición | Ciclista                 | Equipo                         | Tiempo     |
| -------- | ------------------------ | ------------------------------ | ---------- |
| 1        | Eddy Merckx              | Molteni                        | 7h 40' 26" |
| 2        | Francesco Moser          | Filotex                        | m. t.      |
| 3        | Guy Sibille              | Peugeot-Michelin-BP            | m. t.      |
| 4        | Tino Conti               | Furzi-F.T.                     | m. t.      |
| 5        | Joseph Bruyère           | Molteni                        | m. t.      |
| 6        | Jean-Pierre Danguillaume | Peugeot-Michelin-BP            | m. t.      |
| 7        | Marino Basso             | Magniflex                      | + 06"      |
| 8        | Italo Zilioli            | Magniflex                      | m. t.      |
| 9        | Freddy Maertens          | Carpenter-Confortluxe-Flandria | m. t.      |
| 10       | Walter Planckaert        | Maes Pils-Watney               | m. t.      |